# Əmircan (Qax)
Əmircan è un comune dell'Azerbaigian situato nel distretto di Qax. Conta una popolazione di 567 abitanti.